# Kubilay Akyüz
Kubilay Akyüz (* 22. Februar 1995 in Istanbul) ist ein türkischer Fußballspieler. Akyüz ist Linksfuß, seine Stammposition ist die des rechten Flügelspielers, allerdings wird er auch als rechter Flügelspieler oder auch als Stürmer eingesetzt. Außerdem ist er der jüngere Bruder von Serhat Akyüz, welcher ebenfalls Fußballprofi ist.

## Karriere
Akyüz wurde in der Jugend vom renommierten türkischen Verein Galatasaray Istanbul ausgebildet und wechselte 2008 zu Damlaspor, 2012 nahm Kasımpaşa Istanbul ihn unter seine Fittiche und übernahm ihn 2015 in den Profikader. Bei Kasımpaşa war Akyüz Reservist und kam lediglich zu drei Pokaleinsätzen. Um Erfahrung zu sammeln, wurde er an den Drittligisten Eyüpspor ausgeliehen, wo er am 16. September 2017 bei einem 3:2-Sieg gegen Kocaeli Birlikspor zu seinem Debüt kam. Gegen Kastamonuspor 1966 traf er doppelt und konnte hier überzeugen, auch wenn seine Mannschaft das Spiel mit 3:4 verlor.
Zu Beginn der Saison 2018/19 wurde Akyüz von Eyüpspor gekauft und traf gleich am ersten Spieltag doppelt bei einem 3:2-Auswärtssieg gegen BB Bodrumspor, durch ein Tor in der 95. Minute sicherte er seiner Mannschaft quasi in letzter Minute den Sieg. Damit zementierte er seine guten Leistungen in der Vorsaison und etablierte sich endgültig bei Eyüpspor. Am 17. Spieltag erzielte er abermals ein Doppelpack, diesmal gegen Gaziantepspor, das Spiel endete mit einem 2:0-Sieg.